# باتريك ستيفنز
باتريك ستيفنز هو عداء سريع بلجيكي، ولد في 31 يناير 1968 في ماسميخيلين في بلجيكا.

## وصلات خارجية
- باتريك ستيفنز على موقع الاتحاد الدولي لألعاب القوى (الإنجليزية)
- باتريك ستيفنز على موقع اللجنة الأولمبية الدولية (الإنجليزية)
- باتريك ستيفنز على موقع أوليمبيديا (الإنجليزية)